# Bill Cockburn
William Robb Cockburn (3 tháng 5 năm 1937 – tháng 8 năm 1995) là một cầu thủ bóng đá người Anh. Sau 5 năm ở Burnley không thi đấu ở đội chính, ông gia nhập Gillingham năm 1960 và có 62 lần ra sân ở Football League trước khi rơi khỏi môi trường thi đấu chuyên nghiệp.